# NGC 699
NGC 699 este o emission-line galaxy⁠(d) situată în constelația Balena. A fost descoperită în 1886 de către Frank Muller. Se află la o distanță de 83,56 de megaparseci de Pământ.